# Воробйов Олександр Трохимович (секретар обкому)
Олександр Трохимович Воробйов (16 березня 1909, село Велика Каменка Кологривського повіту Костромської губернії, тепер Кологривського району Костромської області, Російська Федерація — ?) — киргизький радянський діяч, 1-й секретар Таласького обкому КП Киргизії, заступник секретаря ЦК КП(б) Киргизії із тваринництва. Депутат Верховної ради Киргизької РСР 2-го та 4-го скликань.

## Життєпис
Народився в бідній селянській родині. З 1926 до 1930 року навчався в Кологривському технікумі тваринництва та молочного скотарства, здобув спеціальність зоотехніка. У 1930 році отримав направлення на роботу в Киргизьку АРСР.
У 1930—1932 роках — зоотехнік колгоспу «Заря» Кіровського району Киргизької АРСР. 
До 1943 року — завідувач зоотехнічного відділу, головний зоотехнік, завідувач відділу тваринництва Народного комісаріату землеробства Киргизької РСР. Член ВКП(б).
У 1943—1944 роках — заступник завідувача сільськогосподарського відділу ЦК КП(б) Киргизії.
У 1944—1947 роках — заступник секретаря ЦК КП(б) Киргизії із тваринництва.
У 1947—1950 роках — завідувач сільськогосподарського відділу ЦК КП(б) Киргизії.
У 1950—1953 роках — слухач Вищої партійної школи при ЦК ВКП(б) у Москві.
У 1953—1954 роках — заступник міністра сільського господарства Киргизької РСР.
У 1954—1956 роках — 1-й секретар Таласького обласного комітету КП Киргизії.
У 1956—1961 роках — завідувач сільськогосподарського відділу ЦК КП Киргизії.
У 1961—1972 роках — заступник міністра сільського господарства Киргизької РСР.
З 1972 року — персональний пенсіонер у місті Фрунзе.
У 1972—1982 роках — голова правління «Киргизптахопрому».
Помер після 1989 року.

## Нагороди та звання
- орден Леніна
- два ордени Трудового Червоного Прапора
- орден Червоної Зірки
- два ордени «Знак Пошани»
- медалі
- Почесна грамота Верховної ради Киргизької РСР
- грамоти Верховної ради Киргизької РСР
- «Заслужений зоотехнік Киргизької РСР»